# Єдіот ахронот
«Єдіо́т ахроно́т» (івр. ידיעות אחרונות — «останні вісті») — щоденна ізраїльська газета.

## Історія
Газету було засновано 11 грудня 1939 року Нахумом Комаровим. Дещо згодом власником газети став Єгуда Мозес. Першим керівником видання був його син Ноах Мозес. У перші роки свого існування газета виходила двічі на день.
15 лютого 1948 року група журналістів газети на чолі з головним редактором Азріелем Карлібахом звільнилась з редакції та заснувала нове видання «Єдіот маарів» (нині — «Маарів»).
У 1950—1960-х роках «Єдіот ахронот» мала другий за величиною наклад серед щоденних видань Ізраїлю, поступаючись лише газеті «Маарів».

## Головні редактори
- Азріель Карлібах (1939—1948)
- Герцль Розенблюм (1948—1986)
- Дов Юдковскі (1986—1989)
- Моше Варді (1989—1996)
- Ейлон Шалєв (1996—1999)
- Моше Варді (1999—2005)
- Рафі Ґінат (2005—2007)
- Шило Де-Бар (2007—2011)
- Рон Ярон (2011—2018)
- Нета Лівне (з 2018 р.)

## Ynet
У 2000 році почав роботу інтернет сайт Ynet. 